# 15. Panzer-Grenadier-Brigade
Die 15. Panzer-Grenadier-Brigade, anfangs 15. Schützen-Brigade, war eine deutsche Panzer-Grenadier-Brigade im Zweiten Weltkrieg.

## Brigadegeschichte
Am 10. Oktober 1940 wurde die 15. Schützen-Brigade als Brigadestab für das neu aufzustellende Schützen-Regiment 104 und das neu aufzustellende Schützen-Regiment 115 im Wehrkreis XII aufgestellt. Die 15. Schützen-Brigade kam mit der 15. Panzer-Division zum Deutschen Afrikakorps.
Am 11. November 1940 wurde das Schützen-Regiment 104 im Wehrkreis XII durch die Umgliederung des Infanterie-Regiments 104 aufgestellt. Nachdem am 17. Januar 1942 das I. Bataillon des Schützen-Regiments 104 am Halfayapass kriegsgefangen wurde, wurde dieses am 17. April 1942 durch das MG-Bataillon (mot.) 8 ersetzt. Zusätzlich kam zum gleichen Tag das Kradschützen-Bataillon 15 als III. Bataillon zum Schützen-Regiment 104. Am 4. Dezember 1942 wurde die schwere Infanteriegeschütz-Kompanie 708 als 13. eingegliedert. Mit der 15. Panzer-Division kam das Schützen-Regiment 104 1941 nach Libyen und war hier 1941/1942 bei der 21. Panzer-Division, mit welcher das Regiment 1943 in Tunis stand. Hier wurde das Regiment im Mai 1943 vernichtet.
Am 4. November 1940 wurde das Schützen-Regiment 115 im Wehrkreis XII durch die Umgliederung des Infanterie-Regiments 115 ohne III. Bataillon aufgestellt. Vor der Umbenennung in Panzer-Grenadier-Regiment 115 am 5. Juli 1942 kam das III. Bataillon durch die Eingliederung des MG-Bataillons 2 hinzu. Am 30. Oktober 1942 wurde die 13. Kompanie als Panzer-Grenadier-Regiment 155 abgegeben und durch die schwere Infanteriegeschütz-Kompanie 707 (sIG) ersetzt. Mit der 15. Panzer-Division kam das Schützen-Regiment 115 im Mai 1941 nach Afrika und wurde in Tunis im Mai 1943 vernichtet. Später erfolgten zwei erneute Wiederaufstellungen.
Die 15. Panzer-Grenadier-Brigade wurde am 5. Juli 1942 aus der 15. Schützen-Brigade mit Ersatzgestellung durch den Wehrkreis XII in Darmstadt aufgestellt. Am gleichen Tag wurden die Schützen-Regimenter in Panzer-Grenadier-Regimenter umbenannt. Die Unterstellung erfolgte unter die 15. Panzer-Division.
Die Brigade wurde 1943 aufgelöst.

## Gliederung
1940
- Schützen-Regiment 104 mit I. (1–5), II. (6–10), 11 Schwere Infanteriegeschütz-Kompanie (sIG)
- Schützen-Regiment 115 mit I. (1–5), II. (6–10), 11 Schwere Infanteriegeschütz-Kompanie (sIG)

1942
- Schützen-Regiment 104 mit I. (1–4), II. (5–8) und III. (9–12), 14 (Pi.)
- Schützen-Regiment 115 mit I. (1–4), II. (5–8) und III. (9–12), 13

1943
- Schützen-Regiment 115 mit I. (1–4), II. (5–8), III. (9–12) und IV. (13–16)

## Kommandeur
- Oberst Paul Völckers: von der Aufstellung bis März 1941
- Oberst Hans-Karl von Esebeck: von März 1941 bis April 1941
- Generalmajor Erwin Menny: von April 1941 bis Juli 1942